# Frank Pavone
Frank Anthony Pavone (Port Chester, 4 de febrero de 1959) es un activista estadounidense que lucha contra el aborto y promueve la cultura provida. Es el director Nacional de Sacerdotes por la vida y Presidente y Director Pastoral de Rachel's Vineyard. También es el presidente del National Pro-Life Religious Council, un conglomerado de denominaciones cristianas que trabajan para terminar con el aborto, y es Director pastoral de la campaña Silent No More. Fue sacerdote católico del 12 de noviembre de 1988 hasta el 9 de noviembre de 2022, luego de que se le dimitiera del estado clerical debido a "comunicaciones blasfemas en las redes sociales y de desobediencia persistente a las instrucciones legítimas de su Obispo diocesano".

## Juventud
Pavone nació en 1959 en Port Chester, Nueva York, hijo de Joseph Pavone, quien trabajó en la zapatería de su padre. Su madre Marion Pavone trabajó como contadora hasta quedar embarazada, posteriormente trabajó como jefa de las cajeras en la tienda local E. J. Korvette. Pavone quería ser astronauta, pero decidió convertirse en sacerdote tras trabajar como voluntario en su parroquia, y después de asistir a la Marcha por la Vida en Washington D. C. en 1976 decidió dedicar su vida al movimiento provida. Se graduó cono honores del colegio e ingresó al Seminario Mayor Salesiano Don Bosco College en Newton, Nueva Jersey, dejó la orden salesiana y se unió a la Arquidiócesis de Nueva York.

## Sacerdocio
Pavone fue ordenado sacerdote el 12 de noviembre de 1988, por el Cardenal John Joseph O'Connor en la Catedral de San Patricio en la Ciudad de Nueva York. Trabajó como sacerdote parroquiano entre 1988 y 1993. Luego fue sacerdote en la Diócesis de Amarillo, Texas, trabajando en los ministerios provida con el permiso de su obispo. Pavone es miembro de la Academia Pontificia para la Vida.

### Situación de Amarillo
El 6 de septiembre de 2011 se le ordenó regresar a su diócesis, la de Amarillo, Texas, por su obispo, Patrick Zurek. Pavone dijo que él cumpliría con la petición. El 14 de septiembre, monseñor Harold Waldow, jefe del clero de la diócesis, dijo que Pavone se mantenía en buena posición con la diócesis y que su regreso fue ordenado porque necesitaban de su trabajo en ella. Pavone dijo: "Estoy convencido de que mi tiempo en Amarillo, tanto en términos de mi viaje inmediato y de mi afiliación con la diócesis va a ser temporal". El 22 de septiembre de 2011, Sacerdotes por la vida envió una carta para la recolección de fondos de parte de Pavone pidiendo donaciones. La carta decía:

"Primero, no estoy suspendido ni nunca lo estuve. Pueden llamar a la cancillería de Amarillo si es que creen necesitar hacerlo. En número es [eliminado]. Probablemente serán conectados con el diácono Floyd Ashley, quien es el asistente ejecutivo de la diócesis, él les confirmará lo que les acabo de decir.

Segundo, no he perdido mis facultades sacerdotales. Nuevamente, el diácono Ashley lo confirmará.
Tercero, y tal vez lo más importante para ustedes, Monseñor Harold Waldow, el Vicario para el Clero de la Diócesis de Amarillo, ha enviado una carta en la que afirma que no he sido 'acusado de impropiedades' y nunca he sido 'acusado de cualquier tipo de negligencia en temas financieros de Sacerdotes por la vida.'
Cuarto, si bien el obispo Zurek quiere dejar claro cualquier tipo de mala comunicación, ha reiterado que no quiere que se le cause daño alguno a la obra de Sacerdotes por la Vida.

Quinto, por el momento, mi ministerio ha sido restringido a la Diócesis de Amarillo y permanecerá de tal forma hasta que el obispo Zurek y yo podamos sentarnos y llegar a un mutuo entendimiento en mi rol dual como sacerdote de su diócesis y mi dedicación a tiempo completo en el trabajo por la vida.

El 30 de septiembre de 2011, el obispo Zurek dijo que Pavone permanecerá en Amarillo por un tiempo "indefinido". El 3 de octubre de 2011, Zurek envió una carta a Pavone diciendo: "Solamente quiero lo que es mejor para todas las organizaciones que apoyan y promueven las enseñanzas que provienen del corazón de la Iglesia Católica en relación con la dignidad y el regalo de la vida humana".  El 13 de octubre de 2011 se sentaron a conversar en una reunión privada.
El 18 de mayo de 2012, la Congregación para el Clero de la Santa Sede, después de revisar la apelación del padre Pavone en Roma, decretaron a favor del sacerdote. La Congregación declaró que el padre Pavone no está ni ha estado suspendido. El padre Pavone es un sacerdote que se mantiene en orden con toda la Iglesia en el mundo.
 Tras la declaración Pavone fue crítico por la forma en que se manejó la situación y dijo que uno puede estar en desacuerdo con su obispo. "Puede haber oposición leal. Así es como la Iglesia crece", dijo Pavone.

### Dimisión del estado clerical
El 18 de diciembre de 2022 se informa en diversos medios católicos sobre la dimisión del estado clerical del Rev. Frank Pavone. El Dicasterio para el Clero envió una nota al nuncio apostólico de la Santa Sede en Estados Unidos con estas palabras:

"El Rev. Frank Pavone, fundador de la organización Sacerdotes por la Vida, Inc., fue expulsado del estado clerical por la Santa Sede el 9 de noviembre de 2022. Esta medida se tomó después de que el Padre Pavone fuera declarado culpable en un proceso canónico de comunicaciones blasfemas en las redes sociales y de desobediencia persistente a las instrucciones legítimas de su Obispo diocesano.

El Padre Pavone tuvo amplia oportunidad de defenderse en el proceso canónico, y también se le dieron múltiples oportunidades de someterse a la autoridad de su Obispo. Se determinó que el Padre Pavone no tenía ninguna justificación razonable para sus acciones".
Dicasterio para el Clero

| Mons. Joseph Strickland | Twitter |
| @Bishopoftyler          |         |

            En respuesta a @cnalive
        

             "The blasphemy is that this holy priest is canceled while an evil president promotes the denial of truth & the murder of the unborn at every turn, Vatican officials promote immorality & denial of the deposit of faith & priests promote gender confusion devastating lives…evil"
         

            "La blasfemia es que este santo sacerdote es cancelado mientras un malvado presidente promueve la negación de la verdad y el asesinato de los no nacidos en todo momento, los funcionarios del Vaticano promueven la inmoralidad y la negación del depósito de la fe y los sacerdotes promueven la confusión de género vidas devastadoras... maldad"
        

        18 de diciembre de 2022

## Activismo provida
Pavone fue uno de los principales conmentaristas durante la controversia de Terri Schiavo, siendo incluido en una lista restringida de visitantes y estando junto a su cama varias veces, incluyendo las horas finales. Realizó la homilía en el funeral de Schiavo en la Iglesia católica Holy Name of Jesus en Gulfport, Florida, el 5 de abril de 2005. Es miembro del Instituto Enfoque a la Famili del Dr. James Dobson. Es el autor de dos libros, Ending Abortion, Not Just Fighting It, y Pro-life Reflections for Every Day.
Pavone fue amenazado de muerte por Theodore Shulman, un activista de derechos abortivos. Shulman indicó que asesinaría a Pavone si Scott Roeder, el asesino acusado de matar al doctor George Tiller, era liberado. Comentando sobre la amenaza el Padre dijo, "Ya he perdonado públicamente al Sr. Shulman y rezo por él todos los días".

### Sacerdotes por la vida
En 1993, el Cardenal O'Connor designó a Pavone como director nacional a tiempo completo de Sacerdotes por la vida. Logró notoriedad trabajando con el grupo, viajando a los cincuenta estados y por sus labores junto a la Madre Teresa de Calcuta y la Madre Angélica. Recibió a Norma McCorvey como conversa al catolicismo y activista provida, conocida como "Jane Roe" en el juicio Roe v. Wade que falló la Corte Suprema de Estados Unidos, legalizando el aborto en el país.

### Terri Schiavo
Fue un director espiritual de la familia de Terri Schiavo. Una de las pocas personas que legalmente pudo ingresar a la habitación de Schiavo durante las últimas horas. La noche antes de que ella falleciera, Pavone habló con los medios y dijo que el esposo de Terry, su abogado y el Juez George Greer eran asesinos por ordenar que se le quitara el tubo de alimentación a Schiavo.

### "Baby Joseph"
En 2011, Pavone asistió a la familia de Moe Maraachli, un hombre canadiense, y su esposa, quienes buscaban un tratamiento médico para su hijo que estaba por morir, conocido como "Baby Joseph", pero a quienes se les rehusó tratamiento en Canadá. Pavone los ayudó a través de la organización Sacerdotes por la vida, transfiriendo al bebé al SSM Cardinal Glennon Children's Medical Center en San Luis, Misuri, donde le realizaron una traqueotomía al bebé, y luego fue enviado a casa, sin necesidad de una máquina para respirar. Habiendo recibido el tratamiento en marzo de 2011, "Baby Joseph" regresó a su casa y falleció en septiembre de 2011.

### "Los bebés de Gosnell"
En 2013, Pavone presidió los servicios realizados a los cuerpos de 45 bebés que fueron encontrados en la clínica abortista de Kermit Gosnell. Durante los servicios Pavone preguntó, "¿Quiénes son estos niños, de quiénes son estos niños? ¿Son desechos médicos o son nuestros hermanos y hermanas?" Llamó a rezar por los padres de los niños abortados.
Pavone contactó al examinador médico de Filadelfia para obtener el permiso en orden a enterrar a los "bebés de Gosnell". El permiso no fue otorgado.

### Activismo político
Pavone es conocido por su activismo político. En septiembre de 2014 se dirigió a un grupo de delegados en la Convención Nacional Republicana en Nueva York, diciendo, "¿Acaso no es grandioso el estar entre católicos que no tienen miedo de estar en política? ¿Y acaso no es grandioso el encontrar a algunos sacerdotes que no tienen miedo de hablar de política?". Pavone dijo que el único tema para él en la elección de 2004 era el aborto, indicando que las políticas sobre el aborto que él apoyaba eran las de George W. Bush. Ese año también dijo que creía que la mayoría de los sacerdotes votaría por Bush, diciendo "El Presidente comprende los valores morales cristianos mucho mejor que John Kerry. Es más, el Presidente, aunque no es católico, entiende mejor el catolicismo". (En relación con que el candidato demócrata Kerry es católico). Pavone ha realizado declaraciones en las que compara la legalidad del aborto con el apoyo al terrorismo. Dijo que el "aborto no es menos violento que el terrorismo". El 18 de septiembre de 2008 escribió en su blog que creía que era aceptable el distribuir literatura que dijera que votar por Barack Obama era inmoral, dentro de establecimientos católicos, mientras que no sea la misma Iglesia la que distribuya o patrocine esta literatura.
Cuando en 2008 el candidato presidencial republicano John McCain escogió a Sarah Palin como su vicepresidente, Pavone dijo considerar a Palin como una mejor católica que el vicepresidente demócrata Joe Biden, debido a su posición sobre el aborto, a pesar de que Palin fue criada como protestante en la iglesia Asamblea de Dios.
En enero de 2010, Pavone comentó el triunfo en la elección especial del republicano Scott Brown para ocupar el cargo dejado por el fallecido senador demócrata Ted Kennedy. A pesar de que Brown mantiene una posición moderada en relación con el aborto, apoyando ciertas restricciones pero manteniéndolo legal, Pavone consideró que esta victoria era un ejemplo de que las "elecciones eran la respuesta". Pavone dijo que el partido demócrata ignoró la voluntad de la gente y que la elección del republicano Scott Brown mostraba que "la gente responde con sus votaciones para recuperar su voz".
El 1 de agosto de 2012, Sacerdotes por la vida, Pavone y otros ministerios, fueron saludados en la Cámara de Representantes estadounidense. Seis miembros del congreso, incluyendo a Michele Bachmann y Chris Smith, hablaron durante 35 minutos en la sala de Representantes sobre la labor de Sacerdotes por la vida. C-SPAN transmitió el evento en vivo.
En agosto de 2012, después de que el Cardenal Timothy M. Dolan invitara al Presidente Barack Obama a la cena anual de la fundación Alfred E. Smith Memorial Foundation, Pavone criticó la decisión, afirmando que era un "gran escándalo", debido al apoyo de Obama al aborto legal.